# کالرز تی‌وی
کالرز تی‌وی (انگلیسی: Colors TV) یک شبکهٔ پخش برنامه سرگرمی همگانی است که تحت مالکیت وایاکام۱۸ قرار دارد. این شبکه تلویزیونی در روز ۲۱ ژوئن ۲۰۰۸ شروع به فعالیت کرد. برنامه‌های شبکه شامل سریال درام خانوادگی، کمدی، برنامهٔ واقع نمای جوان محور، برنامه‌هایی در مورد جرم و جنایت و تله فیلم است.